# 4704 Sheena
4704 Sheena este un asteroid din centura principală, descoperit pe 28 ianuarie 1988 de Robert McNaught.